# Llar d'Infants la Linera
Llar d'Infants La Linera és una obra de Parets del Vallès (Vallès Oriental) inclosa a l'Inventari del Patrimoni Arquitectònic de Catalunya.

## Descripció
Edifici aïllat de planta rectangular compost de tres cossos composts simètricament de planta baixa i pis. L'edificació es distribueix en planta baixa els cossos laterals i planta baixa i pis el cos central. Aquest, més alt, es cobreix amb teula àrab a quatre vessants, i els laterals a tres vessants, les quals estan acabades amb un ràfec recolzat en mènsules. Els buits són de proporció vertical i estan emmarcats. Les façanes estan estucades i recolzades en un sòcol de pedra.

## Història
L'edifici actual és fruit de la reforma i l'ampliació del que havia estat la Casa Cuna, construïda com a llar d'infants dins el recinte de l'antiga fàbrica tèxtil La Linera per acollir els fills i filles de les treballadores de la indústria, des de l'any 1942 fins al 1967, quan va tancar la fàbrica. La Casa Cuna va ser construïda pels germans Lloveras i és actualment, amb el nom de La Cuna, una de les tres escoles bressol municipals del Patronat Municipal d'Ensenyament de Parets.